# 黑山王国
黑山王国是歷史上一個位于南欧的君主立宪制国家，為今日蒙特內哥羅前身，首都采蒂涅。黑山王国成立于1910年8月28日。在第一次世界大战期间，黑山王国加入了协约国一方以協助盟友塞爾維亞王国。在1916年1月15日到1918年10月期间，黑山王国被奥匈帝国占领。國王尼古拉一世逃亡至義大利、法國。1918年，塞爾維亞等協約國的軍隊解放蒙特內哥羅。一戰結束後，在塞爾維亞的主導之下，斯洛維尼亞、克羅埃西亞聯合組成了第一個由南斯拉夫族群聯合的國家。同時，塞爾維亞控制下的蒙特內哥羅也召開會議，廢除尼古拉一世的王位、禁止尼古拉回國。1918年11月28日，黑山王国加入塞爾維亞王国。三天后加入新成立的塞尔维亚人、克罗地亚人和斯洛文尼亚人王国。尼古拉一世終身拒絕承認，自認國王。死於法國。